# 电子驻车制动系统

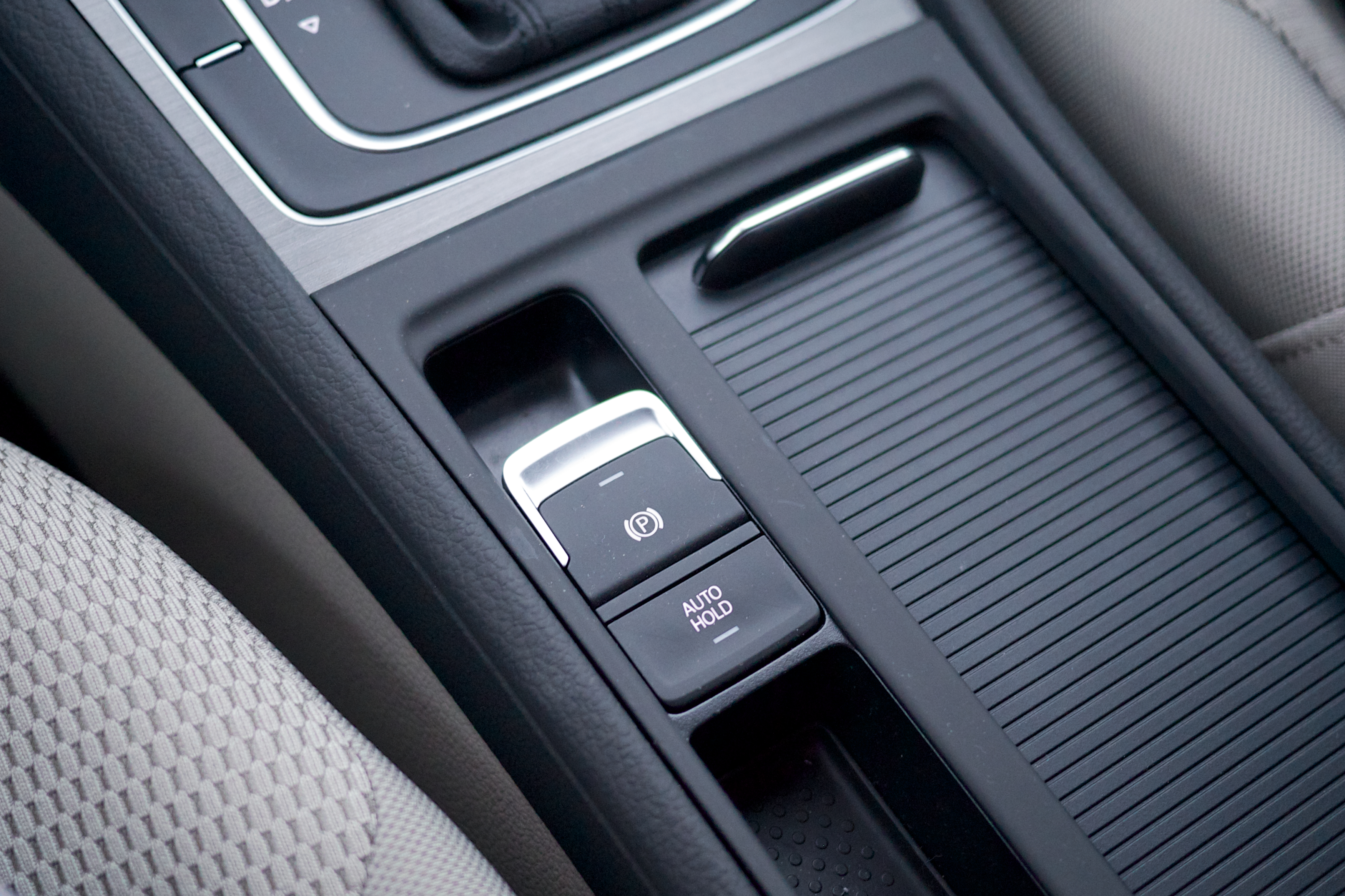
大众高尔夫Variant中控台上的电子驻车制动系统

电子驻车制动系统（Electronic parking brake，EPB）是一种由电子控制器控制的手煞車，驾驶员按下按鈕後就能開啟电子驻车制动系统。這是通過電控單元（ECU）與一個致動機構實現的。拉線系統與卡鉗集成系統這兩種機制正被用於當下的生產之中。EPB 系統可以被認爲是線纜制動技術的一個子集。
电子驻车制动系统最早出現在2001年的宝马7系（E65），後其他車輛陸續引入电子驻车制动系统。

## 功能
除了可以提供爲了駐車而必要的基礎載具固定功能之外， EPB 系統也提供了一些其他的功能。如當駕駛員踩下加速踏板時自動解除駐車制動，或在踩下離合器踏板後鬆開更多的離合器踏板以檢測載具移動時自動解除駐車制動。此外，當停止在坡道上時自動施加剎車以防止溜車的坡道駐車機能也可利用 EPB 系統來實現。

## 實現
對執行電子駐車來說，控制邏輯的實現有賴於其後兩種方式的任意之一。其一是通過使用一個獨立的 ECU ，其二是將其整合進用於电子稳定程序的 ECU 中。

## 標準
在美利堅合衆國，電子駐車系統的設計應與以下標準合規：
- FMVSS 105[6]
- FMVSS 135[7]
- ECE 13H[8]